# Triballi

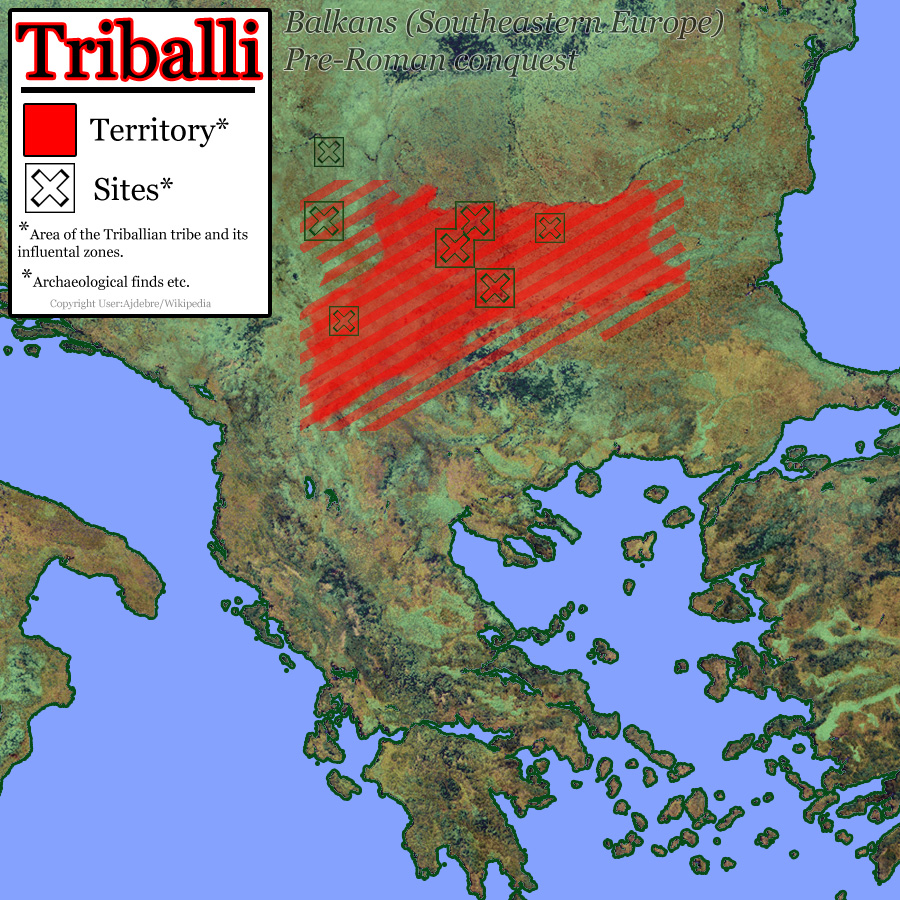
Triballaanse gebied

De Triballi (Grieks: Τριβαλλοί) waren een stam uit de klassieke oudheid die zich op de vlakten van het huidige zuiden van Servië hadden gevestigd.. Hun gebied strekte zich uit tussen de Angrus en de Brongus, ook wel de "rivieren van Morava" genoemd, en de rivier de Iskar, rond de grens tussen Servië en Bulgarije.
De Triballi waren van Thracische afkomst, die ook onder invloed hadden gestaan van de Kelten, de Scythen en de Illyriërs.

## Geschiedenis
In 424 v.Chr. werden de Triballi aangevallen door Sitalkes, de koning van het Odrysische Koninkrijk. Sitalkes werd teruggedreven, en kwam om in de strijd. Zelf werden de Triballi naar het oosten gedreven door binnenvallende Autariatae, een stam uit Illyrië. De datum van deze gebeurtenis is onbekend.
In 376 v.Chr. stak een grote groep Triballi onder leiding van koning Hales de berg 'Haemus' over, en trokken tot aan de stad Avdira in Thracië. Ze werden gesteund door de inwoners van Maroneia, maar toen ze Abdera wilden belegeren, verscheen de Atheense vloot voor de kust, die de twee strijdende partijen verzoende.
In 339 v.Chr., toen Philippus II van Macedonië terugkwam van zijn expeditie tegen de Scythen, weigerden de Triballi hem de doortocht, als ze niet een deel van de oorlogsbuit ontvingen. Alhoewel Philippus bij de daaropvolgende vijandelijkheden verwond werd door een speer en verslagen werd, lijkt het erop de hij de Triballi wel degelijk onderworpen had tegen de tijd dat hij terugkeerde naar Macedonië.
Na de dood van Philippus, trok zijn opvolger Alexander de Grote door het land van de Odrysiërs tussen 335-334 v.Chr., waarbij hij ook over de berg de Haemus trok. In drie veldslagen (Slag bij Haemus, Slag bij de rivier de Lyginus en de slag bij het eiland van Peuce) werden de Triballi verdreven naar de Donau. 3.000 Triballi werden gedood, de rest vluchtte. De Triballaanse koning, Syrmus, vluchtte naar Peuce, een eiland in de Donaudelta, waar ook de overgebleven Thracische troepen, die ook door Alexander verslagen waren, zich schuilhielden. De Macedoniërs breidden hun macht na deze succesvolle veldslagen uit in het gebied van de stammen langs de Donau. De overgebleven Thracische stammen stuurden Alexander tribuutgeschenken in ruil voor vrede, waarop Alexander vrede sloot, met het oog op zijn plannen voor de verovering van het Perzische rijk.
De Triballi, die als oorlogszuchtig bekendstonden, werden in de derde eeuw v.Chr. herhaaldelijk overvallen door andere stammen, zoals de Autariatae en de Kelten. De Triballi zelf werden in 279 v.Chr. aangevallen door de Scordisci, die onder leiding van een Gallische generaal Cerethrius de Triballi versloegen, met een leger van 3.000 ruiters en 15.000 voetsoldaten. Na de nederlaag dreven ze de Triballi verder naar het oosten. Ondanks deze nederlaag bleven ze een eeuw later de Romeinse provincie Macedonia bedreigen, tussen 135-84 v.Chr. Rond 87 v.Chr. vestigden de Dardani zich ten zuidwesten van het Triballaanse territorium.
Opvallend is dat de Thracische plaatsnamen de Romanisering van de regio hebben overleefd.
Ten tijde van Ptolemaeus (90-168) strekte het gebied van de Triballi zich slechts uit tussen Ciabrus (Tzibritza) en Utus (Vit), in het huidige Bulgarije, met als voorname stad Oescus. Ten tijde van keizer Diocletianus verdween de naam Triballi.
De Triballi stonden voornamelijk bekend als een oorlogszuchtig en verwilderde stam (Aldus Isocrates) en vaak was de term Triballi synoniem voor onbeschaafde barbaren (aldus Aristophanes).

## Nalatenschap

### Exoniem van de Serven
De term Triballiërs komt vaak voor in Byzantijnse en Middeleeuwse geschriften, waarmee de schrijver de Serven wilde aanduiden. Sommige auteurs benadrukken zelfs dat Triballiër synoniem is voor Serviër. Zo schrijft Niketas choniates (1155-1215/16) in zijn biografie over Keizer Ioannes Komnenos:
…Kort daarna, begon hij een campagne tegen de natie der Triballiërs (die men ook Serviërs mag noemen)…
Later schreef Demetrios Chalkondyles (1423–1511), refererend aan een voorheen christelijke edelman die zich tot de islam bekeerd had:
…Deze Mahmud, zoon van Michaël, is een Triballaanse, wat Servisch betekent, van zijn moeder haar kant, en Grieks van zijn vader zijn kant…

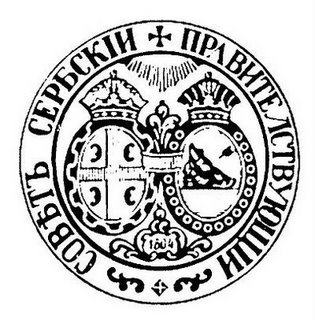
De zegel van het Servische Parlement, 1805.

In de 15e eeuw verscheen een zogenaamd wapen van Triballia, waarop een wild zwijn met een pijl door zijn hoofd te zien was. Het wapen werd waarschijnlijk als onderdeel van het wapen van keizer Stefan Dušan 'de Machtige' (1331-1355) Eenzelfde motief werd in 1415 gebruikt in het wapen van het Servische Despotaat en volgens het geschrift Сабор у Констанци was het zelfs een van de persoonlijke zegels van Stefan Lazarević. Aan de vooravond van de Eerste Servische Opstand nam het Parlement het motief als onderdeel het officiële wapen van Servië.

## Archeologische vondsten

### Bulgarije
- Een graf van een man bij Vratsa, met daarbij een vrouwelijke Thracische suttee[16]

### Servië
Archeologische vondsten bewijzen dat de Triballi de vallei van Morava bewoond hebben gedurende de IJzertijd.
- In 2005 werden enkele graven gevonden bij de Hisar heuvel in Leskovac, Centraal-Servië, die mogelijk door de Triballi zijn opgericht.[18]
- In juni 2008 vonden archeologen een Triballaans graf met daarin keramieken urnen in Požarevac, Centraal-Oost-Servië.[19]
- Een Triballi tombe die men ontdekte bij Ljuljaci, Centraal-Servië.[20]